# Pointe-au-Père
Pointe-au-Père ist eine ehemalige Gemeinde in der Provinz Québec, Kanada, die seit 2002 in die Stadt Rimouski eingemeindet ist. Bei ihrer Fusion 2002 hatte die Gemeinde 4240 Einwohner.
Pointe-au-Père liegt am Südufer des Sankt-Lorenz-Ästuars, 280 km nordöstlich von der Stadt Québec und 8 km nordöstlich vom Zentrum von Rimouski. Vor dem Ort befindet sich ein flacher Felsvorsprung, auf dem seit 1859 der Leuchtturm von Pointe-au-Père steht. 
Der Name Pointe-au-Père (dt. Spitze des Vaters) geht auf die erste Messe auf dem Südufer des Sankt-Lorenz-Ästuar zurück, die am 8. Dezember 1663 durch den Jesuitenpater Henri Nouvel zelebriert wurde. Seit 1873 war Pointe-au-Père Wallfahrtsort. 1882 wurde die Pfarrei und die Gemeinde (municipalité de paroisse) mit dem Namen Sainte-Anne-de-la-Pointe-au-Père offiziell errichtet. 1988 wurde der Gemeindenamen auf Pointe-au-Père gekürzt. Früher wurde der Ort auf Englisch Father's Point oder Father Point genannt. 
Von 1863 bis 1959 war Pointe-au-Père die Lotsenstation für die Navigation im Sankt-Lorenz Ästuar zwischen Rimouski und Québec. 1902 wurde das erste Pier gebaut. Die Hafenanlage wurde später vergrößert, und mit Bahnanschluss und Zisternen mit Erdölprodukten versehen. Zur Zeit der Atlantikdampfer gab es einen speziellen Postzug von Montréal nach Pointe-au-Père, wo die ersten/letzten Postsendungen aufs Schiff gebracht wurden. Mit der Eröffnung des Sankt-Lorenz-Seewegs 1959 wurde die Navigationsroute auf die Nordseite des Ästuars verschoben und die Lotsenstation wurde 1960 nach Les Escoumins verlegt. Die Hafenanlagen wurden später außer Betrieb genommen. 
Am 29. Mai 1914 sank das Passagierschiff Empress of Ireland in der Nähe von Pointe-au-Père. Dabei kamen 1012 der 1477 Menschen am Bord ums Leben. Heute erinnert das Musée de la mer (Museum des Meers) an dieses Schiffsunglück. 
Seit 1897 gab es in Pointe-au-Père einen Pegel, der 1983 in den benachbarten Hafen von Rimouski verlegt wurde. Der Pegel von Pointe-au-Père dient seit 1955 als Bezugspunkt des internationalen Datum der Großen Seen, und als Bezugspunkt des North American Vertical Datum von 1988.